# Calderbank (North Lanarkshire)

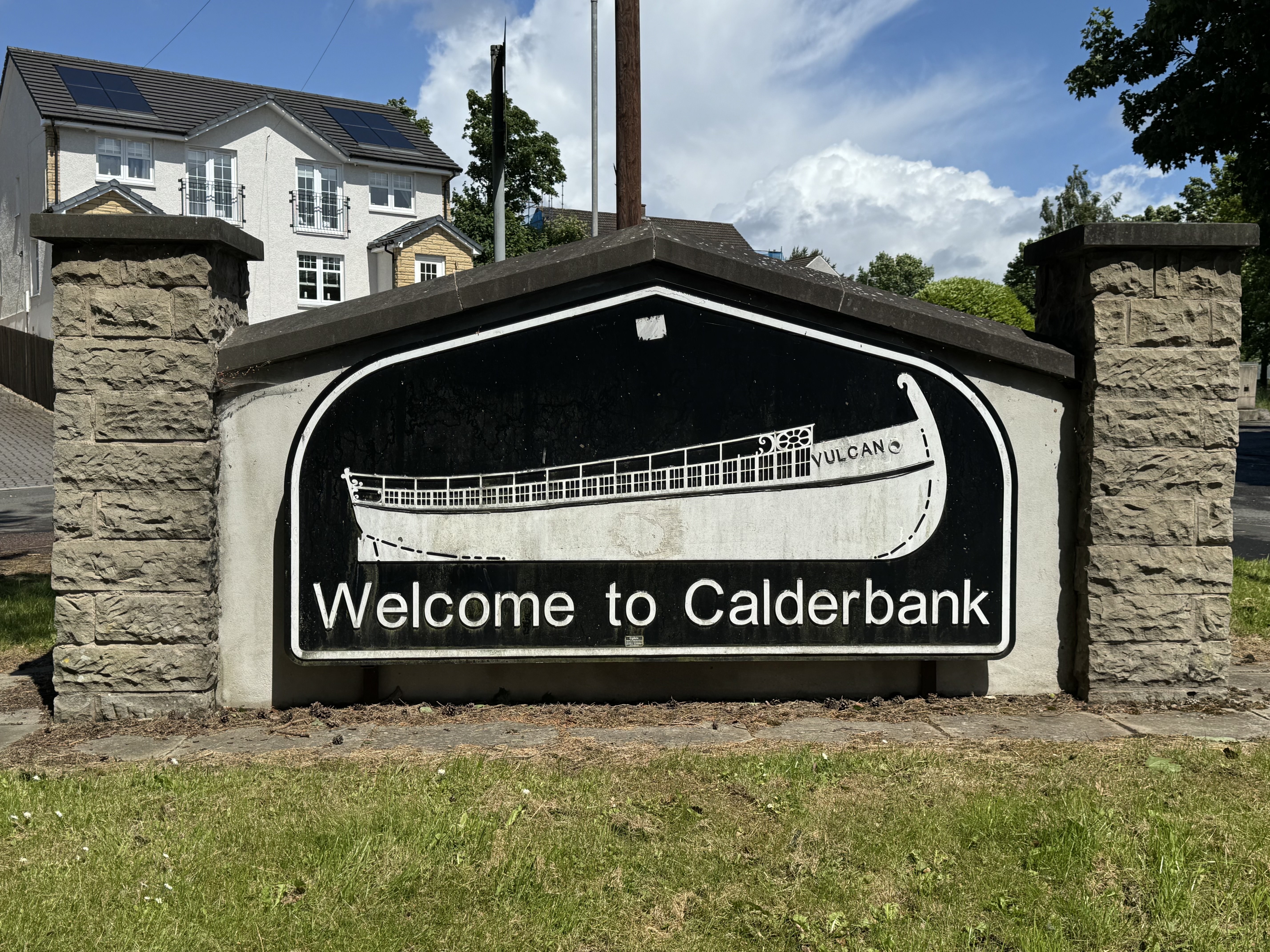
Begrüßungsschild

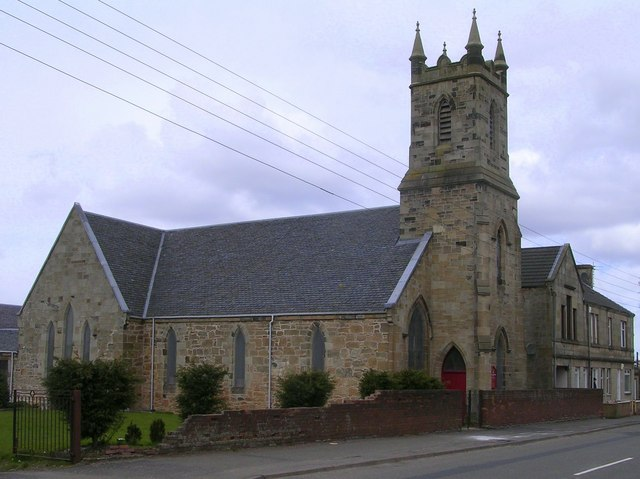
Die Kirche von Calderbank

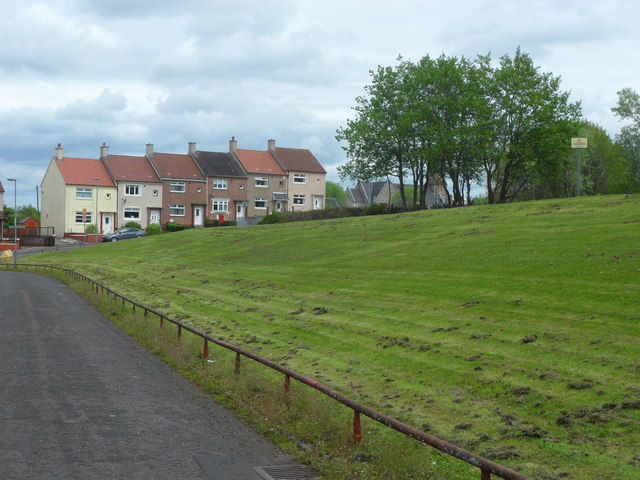
Park und Häuser in Calderbank

Calderbank ist eine Ortschaft, die östlich von Glasgow in der Council Area North Lanarkshire in Schottland liegt.

## Geographie
Calderbank liegt in den Central Lowlands in einer flachwelligen Gegend. Im Osten fließt das North Calder Water mit Chapelhall auf der anderen Seite, im Westen verlief der Monkland Canal. Die nächste größere Stadt ist Airdrie im Norden, mit Woodhall befindet sich eine kleinere Ortschaft im Südwesten.

## Historisches
Im Rahmen der historischen Gliederung Schottlands in Civil Parishes zählt Calderbank zu Old Monkland, das zu Lanarkshire gehörte.
In Calderbank sind die Kirche Calderbank Parish Church als Listed Building in der Kategorie C eingestuft, die Calderbank Iron Works als Scheduled Monument ausgewiesen worden.

## Verkehr
Die zentrale Verkehrsachse von Calderbank bildet die B802, die von Kilsyth kommt und südlich des Ortes endet.
Zwischen 1887 und 1930 gab es in Calderbank einen Bahnhof an der Nebenstrecke der Caledonian Railway, die von Airdrie nach Newhouse führte.